# Süddeutsche Handballmeisterschaft 1966
Die Süddeutsche Handballmeisterschaft 1966 war die siebzehnte vom (SHV) Süddeutschen Handballverband ausgerichtete Endrunde um die Süddeutsche Meisterschaft im Hallenhandball der Männer. Sie wurde vom 7 bis 26. Februar 1966 in Stuttgart (A), München (B) und Karlsruhe (Endrunde) ausgespielt. Dies war die letzte Saison, bei der sich der Süddeutsche Meister bzw. Vizemeister für die Endrunde um die Deutsche Handballmeisterschaft bewerben konnte. Mit Einführung der Handball-Bundesliga 1966/67 konnte sich der Süddeutsche Meister nur noch für den Aufstieg in die höchste Spielklasse des deutschen Handballs qualifizieren.

## Turnierverlauf

Landkarte Regionalverbände
Die beiden linken blauen Felder umfassten zu der Zeit den Bereich des Süddeutschen Handballverbandes SHV

Meister wurde die SG Leutershausen, die sich damit für die Endrunde zur Deutschen Meisterschaft 1966 in Essen qualifizierte, bei der die Leutershausener Deutscher Vizemeister wurden. Auch der Süddeutsche Vizemeister TSV Birkenau war zur Teilnahme an der DM berechtigt, schied aber bereits im Viertelfinale aus. Außerdem haben sich die vier Bestplatzierten der süddeutschen Meisterschaft für die 1966/67 eingeführte Handball-Bundesliga qualifiziert und sind damit auch Gründungsmitglieder der neuen Liga.

### Modus
Teilnahmeberechtigt waren jeweils die Meister und Vizemeister von der Endrunde Baden, Verbandsliga Südbaden, Verbandsliga Württemberg und der Bayernliga. Es wurde eine Vorrunde in zwei Gruppen gespielt. Die zwei bestplatzierten Teams jeder Gruppe nahmen an der Endrunde zur Süddeutschen Meisterschaft teil. Meister und Vizemeister waren für die Endausscheidung zur Deutschen Meisterschaft 1966 und für die 1966/67 eingeführte Handball-Bundesliga qualifiziert. Ebenfalls für die Bundesliga qualifiziert waren auch die Plätze drei und vier der Süddeutschen Meisterschaft.

### Teilnehmer
| Gruppe A - SG Leutershausen - TSV 1861 Zirndorf (BY) - TC Frisch Auf Göppingen (M) - TuS Schutterwald | Gruppe B - TSV Birkenau - SpVgg 1887 Möhringen - TSV 1860 Ansbach (BY) - SV 1899 Niederbühl |  |

* Vorrundensieger fett gedruckt 

### Endrundentabelle
|    | Mannschaft           | Spiele | Punkte |
| -- | -------------------- | ------ | ------ |
| 1. | SG Leutershausen     | 3      | 6:0    |
| 2. | TSV Birkenau         | 3      | 4:2    |
| 3. | SpVgg 1887 Möhringen | 3      | 2:4    |
| 4. | TSV 1861 Zirndorf    | 3      | 0:6    |

Süddeutscher Meister und für die Endrunde zur Deutschen Meisterschaft 1966 qualifiziert

Für die Endrunde zur Deutschen Meisterschaft 1966 qualifiziert

- Alle vier Endrundenteilnehmer waren für die Handball-Bundesliga (Neugründung) 1966/67 qualifiziert.

## Frauen
Süddeutsche Meisterschaft
- 1. Freiburger FC